# 芦那すみれ
芦那 すみれ（あしな すみれ、年齢非公開）は、日本の女優。大阪府出身。スールキートス所属。

## 略歴
2011年より『BOMI』名義でソロシンガーとして活動。
歌手活動を続けていくうちに演技にも興味を持ち始め『芦那すみれ』名義での俳優活動を開始する。
2015年、PARCOが主催した21世紀の女優発掘プロジェクト・舞台 『転校生』（本広克行演出/平田オリザ作）にて、オーディションで1474名の中から21名に選ばれる。
2016年行定勲監督『ジムノペディに乱れる』では、主人公演じる板尾創路の相手役に抜擢される。以後、映画を中心に様々な作品に出演。

## 出演

### 映画
- 『ハッピートイ』（2015年、平波亘監督）
- 『She-saw』（2015年、加藤綾佳監督）
- 短編『空気を読む』（2016年、山岡大祐監督）
- 『ジムノペディに乱れる』(2016年、行定勲監督）- ヒロイン 山口結花 役
- 『恋のクレイジーロード』（2018年、白石晃士監督）-トリプル主演
- 『ギャングース』（2018年、入江悠監督）- サクラ 役
- 『パパはわるものチャンピオン』（2018年、藤村享平監督）- 先生 役
- 『月極オトコトモダチ』（2019年、穐山真由監督）- 小野珠希 役[8]
- 『五億円のじんせい』（2019年7月20日、文晟豪監督）- 加奈子 役[9]
- 『AI崩壊』（2020年、入江悠監督）- 音無聡子　役
- 『VIDEOPHOBIA』（2020年10月24日、宮崎大祐監督）- 木下悠 役
- 短編『 Caveman's Elegy』（2022年5月、宮崎大祐監督）- 主演
- 『はざまに生きる、春』（2023年5月26日、葛里佳監督）- 及川百合 役
- 『コーポ・ア・コーポ』（2023年11月17日、仁堂正明監督）- 慶子 役
- 『他人と一緒に住むという事』（2023年12月2日、八木橋努監督）[10] - リコ 役
- 『徒花-ADABANA-』（2024年10月19日、甲斐さやか監督）- 新次の妻 役
- 『フロントライン』（2025年6月11日、関根光才監督）- 岐阜DMAT 永井紗香 役

### CM
2015年
- Booking.com「シティーガール」編
- SMBC日興証券

2017年
- ORGABITS WEBCM「花と温かな糸」編
- LIFULL「おウチみつかる、ホームズくん」ナレーション

2018年
- アサヒスーパードライ 「桜のスーパードライ」編
- 江戸東京博物館リニューアルWEB動画「TOKYO BEFORE/AFTER」
- レオパレス21開発事業「その先にある、新しい物語。」編

2021年
- NORITZガスコンロ WEB CM「暮らし、おいし」編
- JIAS 企業広告 CM「ある日、わたしの、誕生日」編 「大丈夫、大丈夫、私」編

2022年
- クボタ「Making a River.」篇[11]

2023年
- P&Gジャパンアリエール CM「スゴ泡処方・除菌で汚れ・ニオイ・洗濯槽の菌の巣も浮かせて落とす！ミートソース編」篇

### 舞台
- PARCO劇場 『転校生』（2015年）- 上田順子 役
- PARCO劇場『この熱き私の激情[12]』（2017年）-幻想の部屋の女 役

### テレビドラマ
- 『ディアスポリス 異邦警察』（2016年4月-6月、TBS）- 7.8話ゲスト出演 ラニーニャ 役
- 『屋根裏の恋人』（2017年、フジテレビ） - 準レギュラー 瀬野小町 役
- 『絶景探偵』（2017年、福島中央テレビ）- 竜ヶ崎麗奈役
- 『いだてん〜東京オリムピック噺〜』（2019年、NHK）- 第22.23話 先生役
- 『レンタルなんもしない人』（2019年、テレビ東京）- 第4話
- 『もやモ屋』（2020年、NHK教育）- 第10話 大人の雫役
- 『Memories〜看護の日特別ドラマ』（2020年、BS日テレ）- 第1.2話 お母さん役
- 『仮想儀礼』（2024年、NHKBS）- 第8話 聖子(誠の母)役
- 『ホットスポット』（2025年、日本テレビ系列） - 第2話   藤田光恵役

### WEBドラマ
- 『東京女子図鑑』（2017年、Amazonプライム) 第9話 栄子役

### テレビ
- 世界SF作家会議（2020年7月28日、フジテレビ）- 「アフターコロナの世界」 -ハーンの声

### ラジオ
- 渋谷のラジオ『芦那すみれの渋谷のラジオ』
- KBS京都ラジオ『うちの昼飯・隣のランチ』
- エフエム熊本『月刊行定勲』

### その他
- SHISHAMO SHORT FILMS 「明日メトロですれちがうのは、魔法のような恋」『明日も 篇』

## 音楽
- 「ナニカ feat. 長谷川白紙」（2018年11月16日、MARUTENN BOOKS）
  - 映画『月極オトコトモダチ』作中・BOMIと入江陽 名義[13]